# Ellipteroides neapiculatus
Ellipteroides neapiculatus är en tvåvingeart som först beskrevs av Alexander 1973.  Ellipteroides neapiculatus ingår i släktet Ellipteroides och familjen småharkrankar. Inga underarter finns listade i Catalogue of Life.